# Marrocos Tennis Tour – Meknes
O Marrocos Tennis Tour – Meknes é uma competição de tênis masculino, válido pelo ATP Challenger Tour, desde 2008, é realizado em piso de saibro, em Meknes, Marrocos.

## Edições

### Simples
| Ano  | Campeão             | Vice-Campeão    | Placar             |
| ---- | ------------------- | --------------- | ------------------ |
| 2012 | Evgeny Donskoy      | Adrian Ungur    | 6–1, 6–3           |
| 2011 | Jaroslav Pospíšil   | Guillermo Olaso | 6–1, 3–6, 6–3      |
| 2010 | Alexandr Dolgopolov | Rui Machado     | 7–5, 6–2           |
| 2009 | Rui Machado         | David Marrero   | 6–2, 6–7(6-8), 6–3 |
| 2008 | Iván Navarro        | Jiří Vaněk      | 6–4, 6–4           |

### Duplas
| Ano  | Campeões                               | Vice-Campeões                          | Placar                |
| ---- | -------------------------------------- | -------------------------------------- | --------------------- |
| 2012 | Adrián Menéndez Jaroslav Pospíšil      | Gerard Granollers Iván Navarro         | 6–3, 3–6, [10–8]      |
| 2011 | Treat Conrad Huey Simone Vagnozzi      | Alessio di Mauro Alessandro Motti      | 6–1, 6–2              |
| 2010 | Pablo Andújar Flavio Cipolla           | Alexandr Dolgopolov Artem Smirnov      | 6–2, 6–2              |
| 2009 | Marc López Lamine Ouahab               | Alessio di Mauro Giancarlo Petrazzuolo | 6–3, 7–5              |
| 2008 | Alberto Martín Daniel Muñoz-De La Nava | Michail Elgin Yuri Schukin             | 6–4, 6–7(2-7), [10–6] |